# 阿尔弗雷德·克罗伯
阿尔弗雷德·路易斯·克罗伯（英語：Alfred Louis Kroeber；1876年6月11日—1960年10月5日）是一名美国文化人类学家，1901年在哥伦比亚大学获得了法蘭茲·鮑亞士的博士学位，这是哥伦比亚授予的第一个人类学博士学位。他也是加州大学伯克利分校人类学系的第一位教授。他在人类学博物馆建立早期发挥了不可或缺的作用，1909年到1947年担任馆长。

## 生平
克罗伯出生在新泽西州霍博肯的一个上层中产阶级家庭，具有犹太血统，父母是德国新教徒。他的母亲约翰娜·穆勒（Johanna Muller）是德裔美国人。他的父亲弗洛伦斯·克罗伯（Florence Kroeber）十岁时随父母和家人从德国来到美国，成为法国钟表的进口商。
阿尔弗雷德很小的时候全家搬到了纽约市，他在那里就读于私立学校。他在家说德语，在学校也开始学习拉丁语和希腊语，发展出对语言的终生兴趣。他在16岁时就读于哥伦比亚学院，加入了愛言會，并于1896年获得英语学士学位，并于1897年获得浪漫戏剧硕士学位。1901年，他转而研究人类学，在哥伦比亚大学的法蘭茲·鮑亞士名下获得博士学位，他的28页论文来源于他的阿拉帕霍田野调查。这是哥伦比亚大学授予的第一个人类学博士学位。
他的大部分职业生涯都在加利福尼亚度过，主要是工作于加州大学伯克利分校。他既是人类学教授，也是当时的加州大学人类学博物馆（University of California Museum of Anthropology，现为菲比·赫斯特人类学博物馆）的馆长。加州大学人类学系总部大楼（Kroeber Hall）以他的名字命名，但在2021年1月26日除名。直到1946年退休为止他一直在伯克利工作。1960年，他在巴黎逝世。

## 个人生活
克罗伯于1906年与亨利埃特·罗斯柴尔德（Henriette Rothschild）结婚。亨利埃特·罗斯柴尔德后来感染肺结核，几年后于1913年去世。
1926年，他再娶寡妇西奥多拉·克拉考·布朗（Theodora Kracaw Brown），育有两个孩子：文学评论家卡尔·克罗伯和科幻作家厄休拉·勒古恩。此外，阿尔弗雷德还抚养了西奥多拉和前夫生的两个儿子泰德和克利夫顿·布朗，两人后来都改了他的姓。2003年，两人出版了一本关于依喜的论文集，名为《Ishi in Three Centuries》 。